# Éditions Adelphi
Pour les articles homonymes, voir Adelphi.
Adelphi (en italien : Adelphi Edizioni S.p.A.) est une maison d'édition italienne dont les bureaux sont à Milan, via S. Giovanni sul Muro.

## Historique
Les éditions Adelphi ont été fondées en 1962 par Luciano Foà et Roberto Olivetti. Parmi leurs collaborateurs se trouvent Roberto Bazlen, Giorgio Colli, Sergio Solmi, Claudio Rugafiori et Roberto Calasso, ce dernier en est devenu le directeur éditorial en 1971.
Le logo reprend un dessin d'Aubrey Beardsley.
À compter de 1971, la maison publie sous la direction de Calasso, Adelphiana, une revue littéraire prenant la forme d'un almanach, contenant des textes inédits d'auteurs qui, dans les années suivantes, allaient s'avérer essentiels pour la maison d'édition, de Thomas Bernhard à Aby Warburg, d'Italo Calvino à Giorgio Manganelli, de Karl Kraus à Robert Walser, de Giorgio de Santillana à Edgar Wind. Entre 2001 et 2005, le support annuel est rebaptisé Adelphiana. Pubblicazione permanente, dont les articles sont également disponibles sur internet. Cette publication cesse en 2013.
Depuis les années 1990, RCS MediaGroup, détenait 48 % d'Adelphi : RCS a décidé de vendre son pôle livres en février 2015 à Arnoldo Mondadori Editore entraînant une réaction de la part de Roberto Calasso, qui depuis, tente de racheter les parts minoritaires et de conserver le contrôle d'Adelphi, avec d'autres auteurs.
Adelphi est réputé pour ses traductions en italien de nombreux ouvrages importants en matière de littérature et de philosophie, avec une attention particulière portée à la culture d'Europe centrale.
Parmi les auteurs étrangers publiés on retrouve : Friedrich Nietzsche, Max Stirner, Georges Simenon, Georges Dumézil, John Ronald Reuel Tolkien, René Guénon, Ernst Jünger, Carl Schmitt, Oswald Spengler, Gottfried Benn, René Daumal, Jack London, Jorge Luis Borges, Joseph Roth, Elias Canetti, Thomas Bernhard, Bruce Chatwin, Milan Kundera.
Les auteurs italiens comprennent notamment Roberto Calasso, Cristina Campo, Leonardo Sciascia, Benedetto Croce, Mario Brelich et Salvatore Niffoi (lauréat en 2006 du Prix Campiello).
En septembre 2021, Teresa Cremisi est nommée présidente de la maison d'édition .